# Taufkirchen an der Trattnach
Taufkirchen an der Trattnach település Ausztriában, Felső-Ausztria tartományban, a Grieskircheni járásban, területe 24,6 km².

## Fekvése
Tengerszint feletti magassága 377 méter. Taufkirchen an der Trattnach Kallham, Neumarkt im Hausruckkreis, Pötting, Tollet, Sankt Georgen bei Grieskirchen, Hofkirchen an der Trattnach és Wendling településekkel határos.

## Népesség
Lakosainak száma 1970 fő (2018. január 1.).